# Ederquelle
Koordinaten: 50° 56′ 6,3″ N, 8° 12′ 35,9″ O

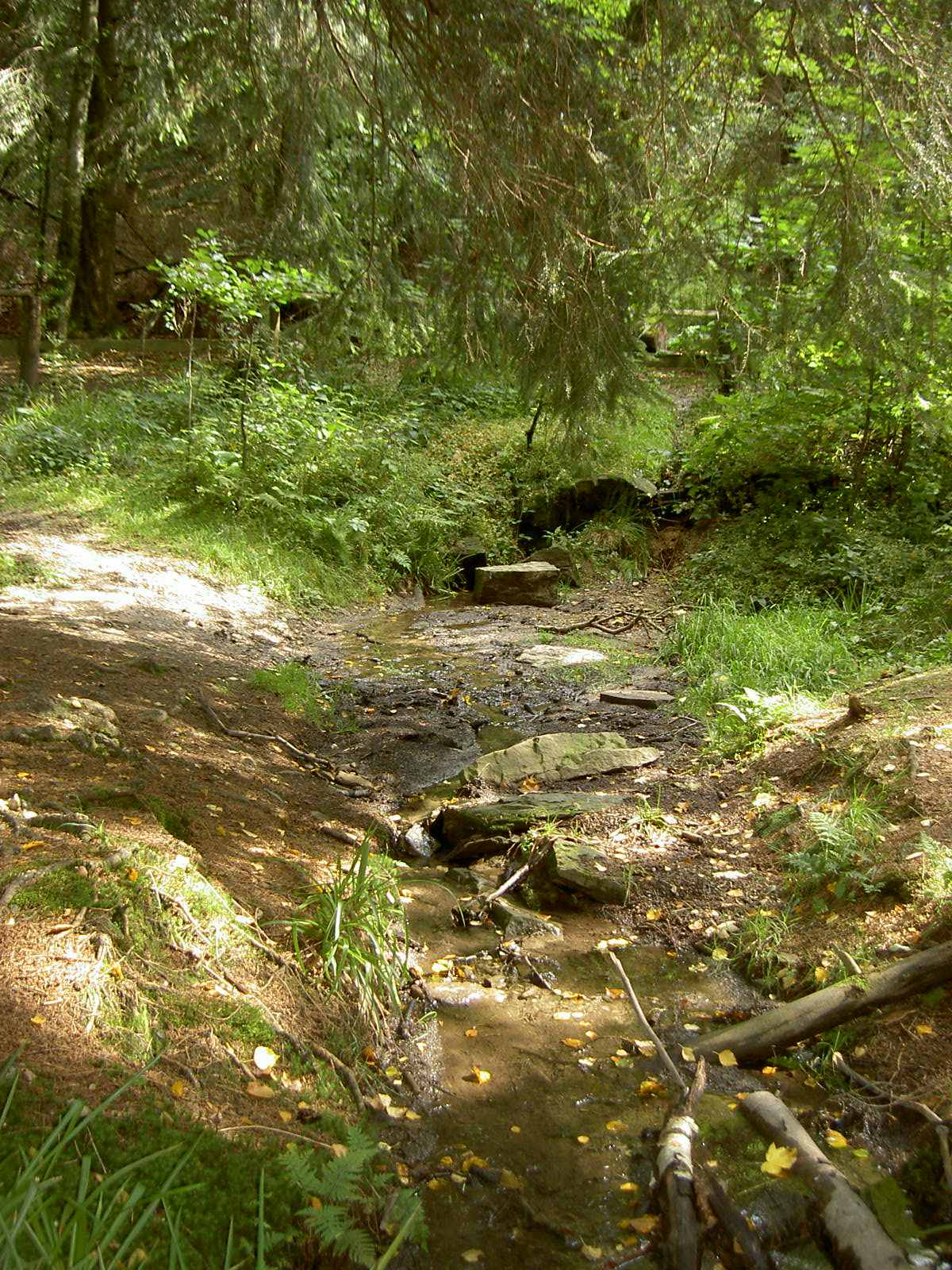
Ederquelle (2008)

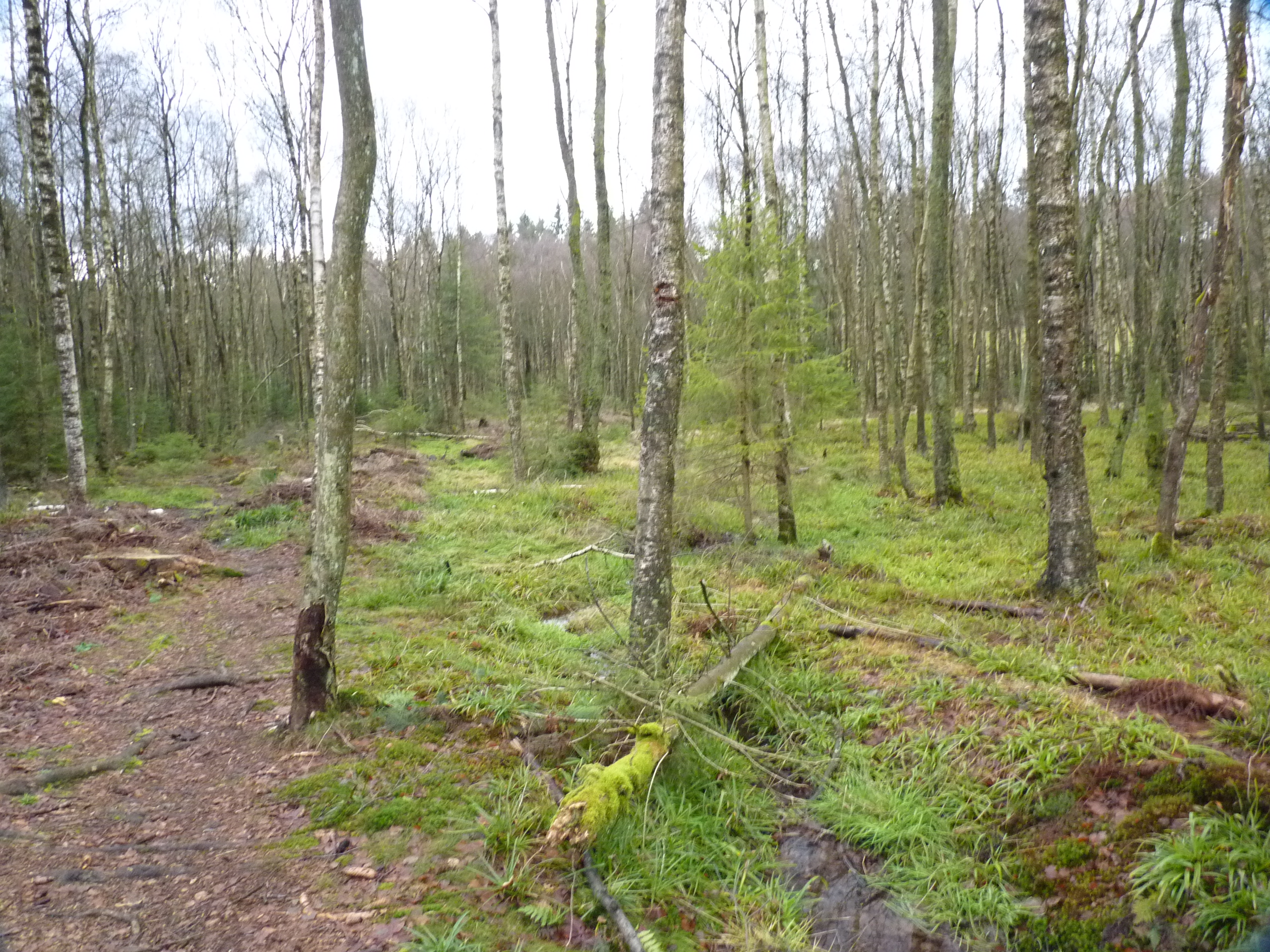
Bodenlehrpfad im Ederbruch (2013)

Die Ederquelle ist die im Rothaargebirge gelegene Quelle des 176,1 km langen Flusses Eder. Sie liegt nahe Netphen im nordrhein-westfälischen Kreis Siegen-Wittgenstein (Deutschland). Die Eder mündet in Hessen beim Edermünder Ortsteil Grifte als hydrologischer Hauptquellfluss der Weser in die Fulda, den linken Quellfluss der Weser.
Früher war die Hauptquelle gefasst, 1991 wurde sie renaturiert.

## Geographie

### Lage
Die Ederquelle liegt nahe dem geographischen Mittelpunkt des westfälischen Kreises Siegen-Wittgenstein im Südwesten des Rothaargebirges – im Grenzbereich von Wittgensteiner Land im Nordosten und Siegerland im Südwesten. Innerhalb des Naturparks Sauerland-Rothaargebirge befindet sie sich im Ostnordosten des Stadtgebiets von Netphen in der Gemarkung Nauholz – etwa 700 m südsüdwestlich des nahe dem Erndtebrücker Ortsteil Benfe gelegenen Ederkopfs (650 m ü. NHN), einer südlichen Hangstelle der Obersten Henn (675,9 m). Etwa 1,4 km (jeweils Luftlinie) westsüdwestlich der auf rund 621 m Höhe liegenden Quelle steht das Forsthaus Hohenroth.

### Naturräumliche Zuordnung
Die Ederquelle gehört in der naturräumlichen Haupteinheitengruppe Süderbergland (Nr. 33) in der Haupteinheit Rothaargebirge (mit Hochsauerland) (333) und in der Untereinheit Dill-Lahn-Eder-Quellgebiet (333.0) zum Naturraum Ederkopf-Lahnkopf-Rücken (333.01).

### Rhein-Weser-Wasserscheide
Südwestlich der Ederquelle verläuft die Rhein-Weser-Wasserscheide, über welche die Eisenstraße des Rothaargebirges führt. Zum Beispiel fließt das Wasser der nahe dem Forsthaus Hohenroth entspringenden Netphe durch die Sieg in den Rhein, während jenes der Eder durch die Fulda zur Weser verläuft.

## Quelle und Wasserführung
Die Ederquelle ist eine Hangschuttquelle, welche im Rothaargebirge durchschnittlich rund 1,2 Liter pro Sekunde schütten. Geologisch betrachtet entspringt sie aus der Grenzschicht zwischen abgelagerten Hochflächenlehm, und den darunter gefalteten Klafelder Schichten. Im Quellgebiet hat sich ein Niedermoor mit einer geringen Torfmächtigkeit zwischen 40 und 50 cm ausgebildet.
Das Quellwasser tritt unterhalb eines kleinen Natursteins aus einem kleinen Erdloch hervor, hinter welchem sich ein weit verzweigtes Rohrsystem befindet, in welchem sich das Wasser der Hauptquelle sammelt. Von dort fließt es durch das Quellmoor Ederbruch in nördliche Richtung und nimmt aus dem Ederquellgebiet nach wenigen hundert Metern noch zwei Quellbäche – ein linksseitiges und ein rechtsseitiges – auf, die beide eine deutlich höhere Schüttung aufweisen als der Hauptbach. Die Eder verlässt das Ederbruch nunmehr als rund 50 cm breiter Bach.

## Schutzgebiete und Flora
Die Ederquelle liegt im Landschaftsschutzgebiet Netphen (CDDA-Nr. 390136; 1985 ausgewiesen; 118,9074 km² groß) und im Fauna-Flora-Habitat-Gebiet Rothaarkamm und Wiesentäler (FFH-Nr. 5015-301; 34,4146 km²). Sie befindet sich im Mischwald, wobei die von selbst wachsenden Nadelbäume alle paar Jahre entfernt werden müssen. Im Ederbruch wachsen hauptsächlich Erle und Moorbirke. Am Boden finden sich Torfmoose und Weißmoose.

## Verkehr und Wandern
Etwa 840 m (Luftlinie) südwestlich vorbei an der Ederquelle verläuft als Teil der Landesstraße 722 im Abschnitt Lützel–Großenbach die Eisenstraße des Rothaargebirges, eine von mehreren so bezeichneten, einstigen Handels- und Fernverkehrsstraßen. Sie führt unter anderem auch vorbei an der ederquellnahen Sieg- und Lahnquelle. An der Straße beginnend kann man auf dem sie kreuzenden Wald- und Wanderweg Kohlenstraße zur Quelle wandern. Auf einer weiteren Kreuzung, die sich in Quellnähe auf 634,3 m Höhe befindet, treffen fünf Waldwege und -pfade aufeinander. Zwischen beiden Kreuzungen, wo es einen Kyrillpfad gibt, kreuzt die Kohlenstraße nahe der Ederquelle der Rothaarsteig, der die Quelle, wie auch einen Bodenlehrpfad etwas weiter nordwestlich, direkt passiert.